# Hubert Lefèbvre
Hubert Jean Daniel Lefèbvre (Parigi, 29 novembre 1878 – Labaroche, 26 settembre 1937) è stato un rugbista a 15 francese.

## Biografia
Partecipò alle Olimpiadi di Parigi del 1900, conquistando una medaglia d'oro nel rugby a 15 con la Union des Sociétés Français de Sports Athletiques, squadra rappresentante la Francia.
Nella sua carriera rugbistica giocò per il Racing Club de Paris, con il quale vinse 2 campionati francesi.

## Palmarès
- Oro olimpico: 1

1900
- Campionati francesi: 2

Racing Club: 1899-1900, 1901-1902